# 프루덴티우스

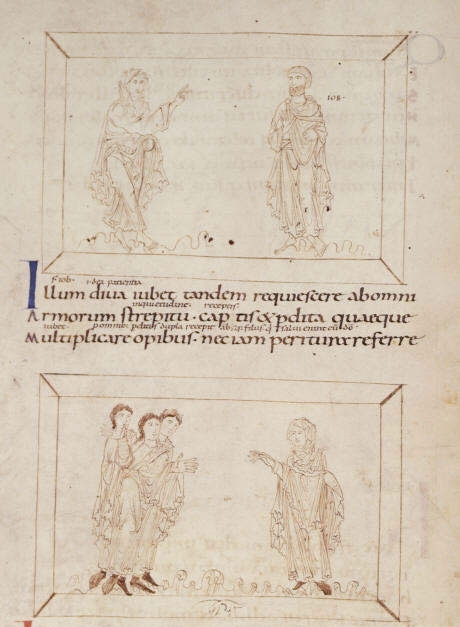

프루덴티우스(Aurelius Prudentius Clemens, 348년~410년)는 로마 제정 말기의 기독교 시인이다. 에스파냐에서 태어나 높은 관직에 있었으나 퇴직하고 '신의 찬미'에 헌신했다. 그러나 그는 찬미가를 단순한 예배의 목적에서 분리시켜 고전 서정시의 온갖 아름다운 운율을 사용해서 예술적 작품의 경지까지 높여 참된 의미에서의 기독교 서정시의 창시자가 되었다. 405년 출판된 시집에는 12편의 긴 찬미가 외에 순교자를 숭상하는 많은 시나 기독교 교의를 취급한 신학적 시가 있다.

## 같이 보기
- 아우소니우스
- 시도니우스 아폴리나리스